# DJ VIBLAM
DJ VIBLAM（ディージェイ・ヴィブラム）は、日本のDJ、音楽プロデューサー。

## 概要
- KING OF DIGGIN' PRODUCTION、TEAM 44 BLOXに所属するDJ、音楽プロデューサーである。また、ILLMATIC BUDDHA MC'SのライブDJも担う。
- 1994年に開店した渋谷のセレクトショップ「STILL DIGGIN'」の店長である。
- MURO、DEV LARGEなどと深い親交を持っている。
- NITRO MICROPHONE UNDERGROUNDへの楽曲提供・アレンジメントも担当する。彼らの作品ではファースト・アルバムからサード・アルバムにおいて、それぞれ1曲〜2曲の楽曲を提供している。セカンド・アルバム『STRAIGHT FROM THE UNDERGROUND』とサード・アルバム『SPECIAL FORCE』では、アルバムの顔とも言えるリード曲をプロデュースする。DELI率いるTEAM 44 BLOXのアルバムへの参加、GORE-TEXのアルバムへの参加、SUIKEN×S-WORDのアルバムへの参加など、メンバーソロ作品でも音源を確認出来る。

## ディスコグラフィ

### 楽曲提供
- 「STRAIGHT FROM THE UNDERGROUND」　NITRO MICROPHONE UNDERGROUND
- 「SPECIAL FORCE」　NITRO MICROPHONE UNDERGROUND
- 「ナイスミドル」　RHYMESTER　『ダーティーサイエンス』　（2013年1月30日）